# كشالين
كشالين (بالإنجليزية: Koszalin)‏ هي مدينة مع صلاحيات بووتيس ‏ تقع في بولندا في محافظة غرب بوميرانيا. يقدر عدد سكانها بـ 109,183 نسمة ومساحتها 98.33 كم2 ووترتفع عن سطح البحر 32 متر.

## المناخ
يظهر الجدول التالي التغييرات المناخية على مدار السنة لكشالين:
| البيانات المناخية لـكشالين        | البيانات المناخية لـكشالين | البيانات المناخية لـكشالين | البيانات المناخية لـكشالين | البيانات المناخية لـكشالين | البيانات المناخية لـكشالين | البيانات المناخية لـكشالين | البيانات المناخية لـكشالين | البيانات المناخية لـكشالين | البيانات المناخية لـكشالين | البيانات المناخية لـكشالين | البيانات المناخية لـكشالين | البيانات المناخية لـكشالين | البيانات المناخية لـكشالين |
| الشهر                             | يناير                      | فبراير                     | مارس                       | أبريل                      | مايو                       | يونيو                      | يوليو                      | أغسطس                      | سبتمبر                     | أكتوبر                     | نوفمبر                     | ديسمبر                     | المعدل السنوي              |
| --------------------------------- | -------------------------- | -------------------------- | -------------------------- | -------------------------- | -------------------------- | -------------------------- | -------------------------- | -------------------------- | -------------------------- | -------------------------- | -------------------------- | -------------------------- | -------------------------- |
| الدرجة القصوى °م (°ف)             | 11.6 (52.9)                | 17.7 (63.9)                | 23.3 (73.9)                | 28.0 (82.4)                | 31.2 (88.2)                | 34.9 (94.8)                | 33.6 (92.5)                | 33.9 (93.0)                | 33.9 (93.0)                | 27.3 (81.1)                | 18.8 (65.8)                | 13.6 (56.5)                | 34.9 (94.8)                |
| متوسط درجة الحرارة الكبرى °م (°ف) | 0.9 (33.6)                 | 2.0 (35.6)                 | 5.8 (42.4)                 | 10.7 (51.3)                | 16.6 (61.9)                | 19.7 (67.5)                | 20.8 (69.4)                | 21.0 (69.8)                | 17.3 (63.1)                | 12.5 (54.5)                | 6.4 (43.5)                 | 2.6 (36.7)                 | 11.4 (52.4)                |
| المتوسط اليومي °م (°ف)            | −1.4 (29.5)                | −0.7 (30.7)                | 2.2 (36.0)                 | 6.1 (43.0)                 | 11.5 (52.7)                | 15.0 (59.0)                | 16.5 (61.7)                | 16.2 (61.2)                | 12.9 (55.2)                | 8.9 (48.0)                 | 4.1 (39.4)                 | 0.4 (32.7)                 | 7.6 (45.8)                 |
| متوسط درجة الحرارة الصغرى °م (°ف) | −3.9 (25.0)                | −3.3 (26.1)                | −0.7 (30.7)                | 2.3 (36.1)                 | 6.8 (44.2)                 | 10.4 (50.7)                | 12.3 (54.1)                | 12.0 (53.6)                | 9.5 (49.1)                 | 5.9 (42.6)                 | 1.9 (35.4)                 | −1.8 (28.8)                | 4.3 (39.7)                 |
| أدنى درجة حرارة °م (°ف)           | −26.7 (−16.1)              | −20.0 (−4.0)               | −18.7 (−1.7)               | −10.1 (13.8)               | −3.9 (25.0)                | −0.6 (30.9)                | 2.6 (36.7)                 | 2.3 (36.1)                 | −0.2 (31.6)                | −4.4 (24.1)                | −13.7 (7.3)                | −19.6 (−3.3)               | −26.7 (−16.1)              |
| الهطول مم (إنش)                   | 43 (1.7)                   | 30 (1.2)                   | 35 (1.4)                   | 39 (1.5)                   | 55 (2.2)                   | 72 (2.8)                   | 88 (3.5)                   | 74 (2.9)                   | 82 (3.2)                   | 62 (2.4)                   | 69 (2.7)                   | 55 (2.2)                   | 704 (27.7)                 |
| متوسط الأيام الممطرة              | 10.9                       | 7.9                        | 8.4                        | 8.1                        | 8.9                        | 9.0                        | 11.3                       | 9.4                        | 11.1                       | 9.5                        | 12.6                       | 11.6                       | 118.7                      |
| ساعات سطوع الشمس الشهرية          | 37.2                       | 61.6                       | 108.5                      | 159.0                      | 235.6                      | 231.2                      | 213.9                      | 210.8                      | 135.1                      | 93.0                       | 39.3                       | 27.9                       | 1٬553٫1                    |
| المصدر: مرصد هونغ كونغ ‏ and NOAA  |                            |                            |                            |                            |                            |                            |                            |                            |                            |                            |                            |                            |                            |

## المدن التوأمة
مدن نويبراندنبورغ، Tempelhof-Schöneberg، بورجيز، فوزهو، Gladsaxe Municipality، كريستيانستاد، ليدا (مدينة)، نويمونستر، رورموند، شفيدت، سينايوكي، ألبانو لاتسيالي وKristianstad Municipality هي مدن توأمة لـكشالين.

## معرض صور

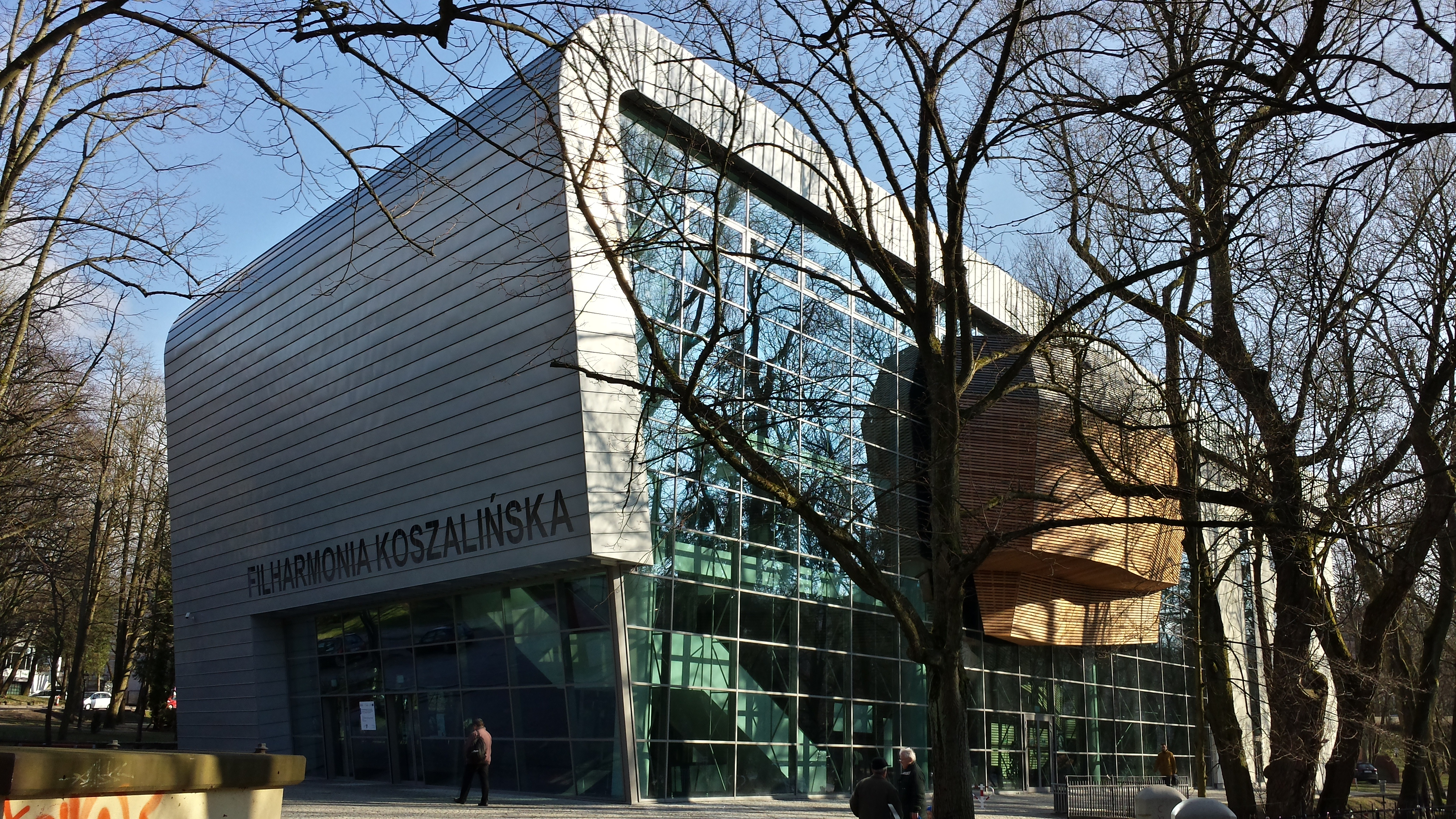
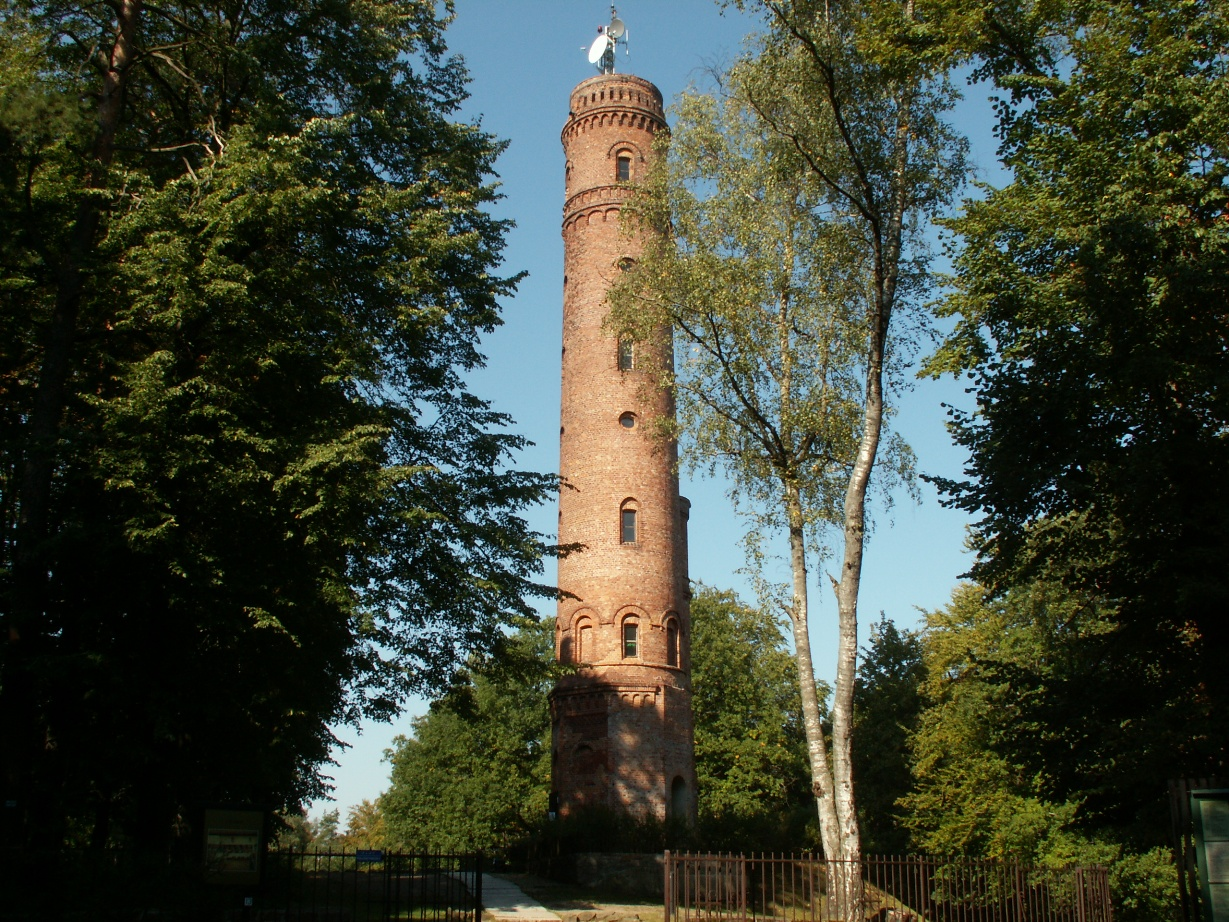
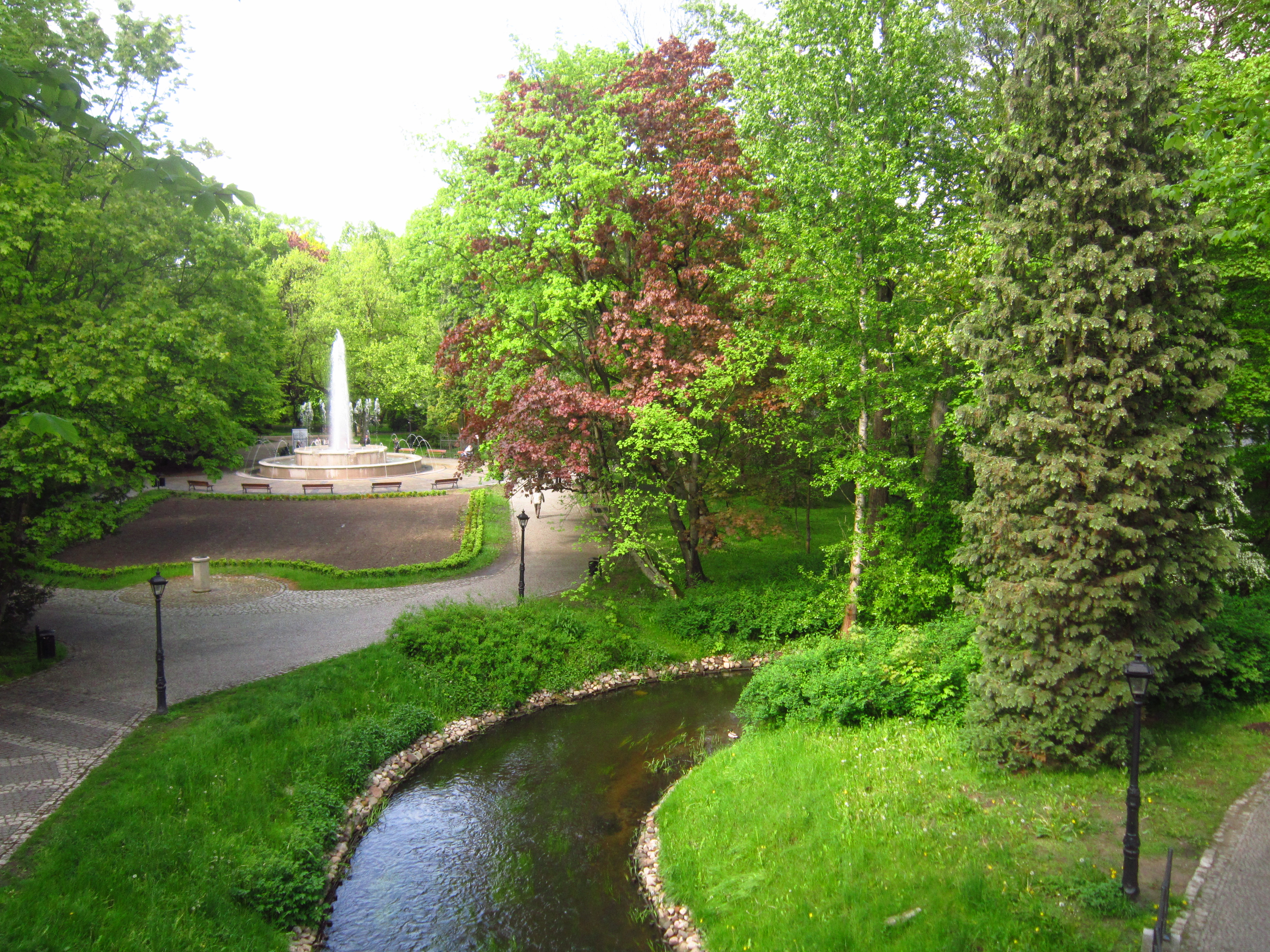
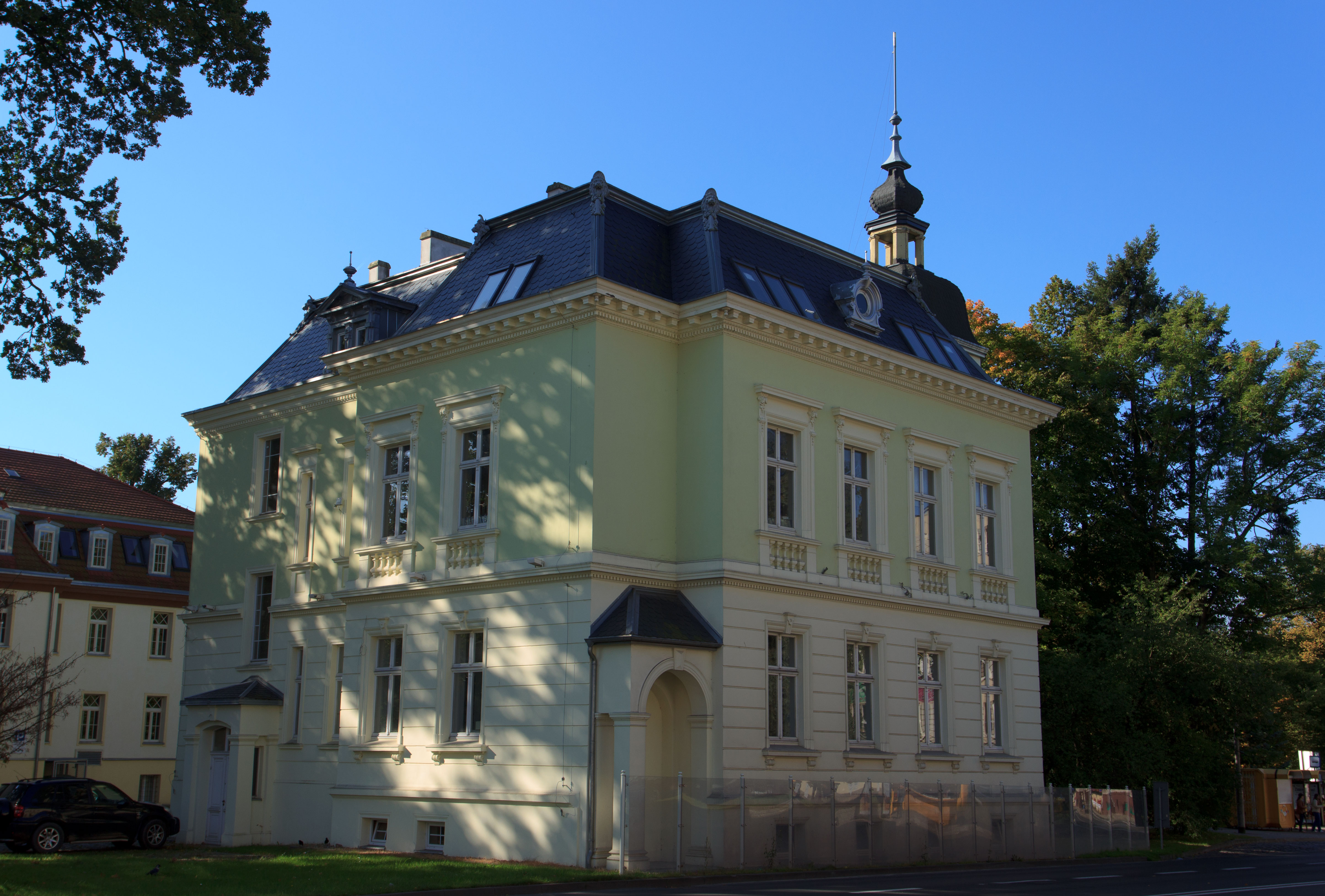
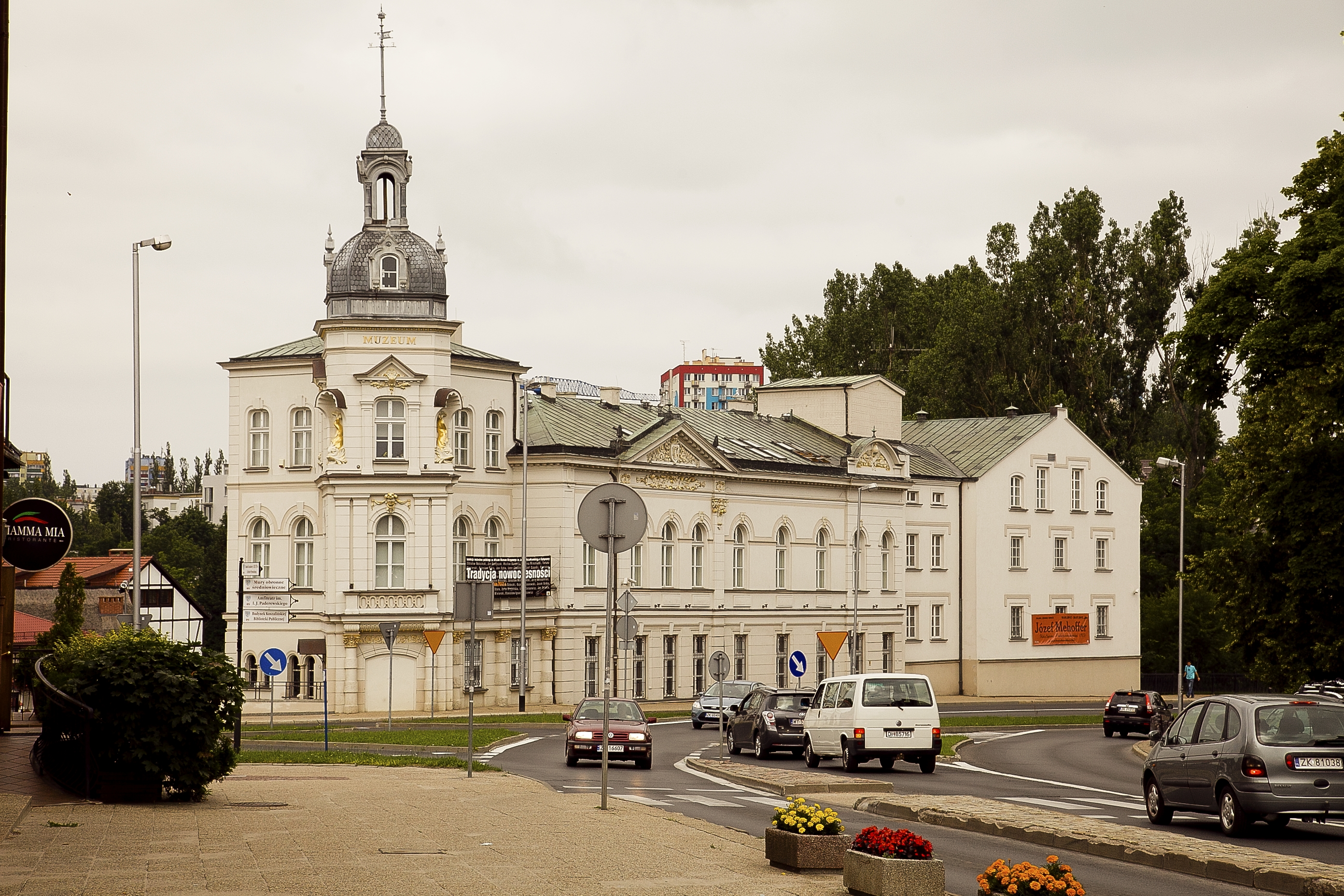
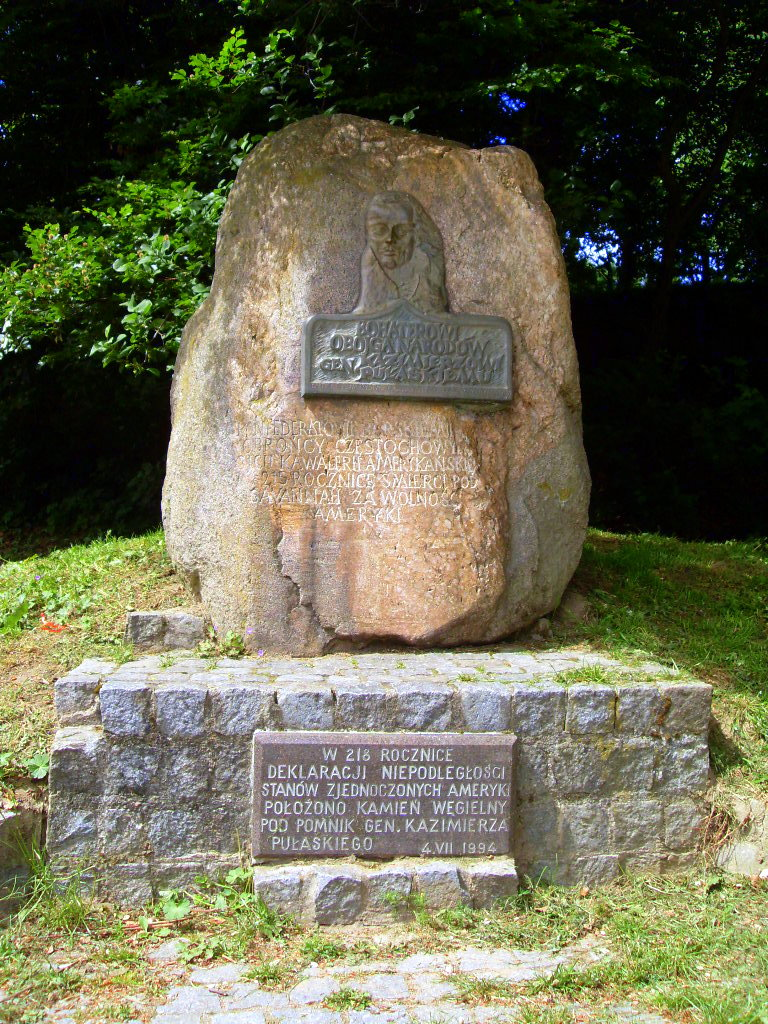

## أعلام
- أندريه سيبيتكوسكي
- سباستيان ميلا
- لوكاش زال
- كاتارزينا أداموفيتش
- بريجيت بروك
- ايوالد جورج فون كلايست
- ريتشارد أبيغ